# Adam Schlesinger
Adam Schlesinger (Manhattan, Nueva York, 31 de octubre de 1967-Poughkeepsie, Nueva York, 1 de abril de 2020) fue un compositor estadounidense, productor discográfico y el bajista de las bandas Tinted Windows, Ivy y Fountains of Wayne, de la cual fue fundador. Además era dueño de la discográfica Scratchie Records y de Stratosphere Sound, un estudio de grabación en Nueva York.

## Biografía
Schlesinger creció en Manhattan y Montclair, Nueva Jersey, hijo de Bobbi and Stephen Schlesinger. Estuvo casado con Katherine Michel y tuvo dos hijas, Sadie y Claire.

## Carrera musical

### Instrumentalista
En 1994 fue cofundador de la banda Ivy, cuyo último disco de estudio fue All Hours (2011). Así mismo, entre 1995 y 2013 fue el bajista de la banda Fountains of Wayne, famosa por su sencillo «Stacy's Mom», nominado a los Grammys en 2003.
Schlesinger también tuvo un proyecto paralelo con la superbanda Tinted Windows, formada por el guitarrista James Iha (anteriormente miembro de The Smashing Pumpkins y A Perfect Circle), el cantante Taylor Hanson (de Hanson), y Bun E. Carlos (de Cheap Trick).

### Productor musical
Como productor de discos y mezclador, trabajó con Motion City Soundtrack, Verve Pipe, Robert Plant, America, The Sounds, They Might Be Giants, Fastball, y muchos otros artistas, así como produciendo o coproduciendo cinco álbumes de Fountains of Wayne y cinco álbumes de Ivy.

### Compositor

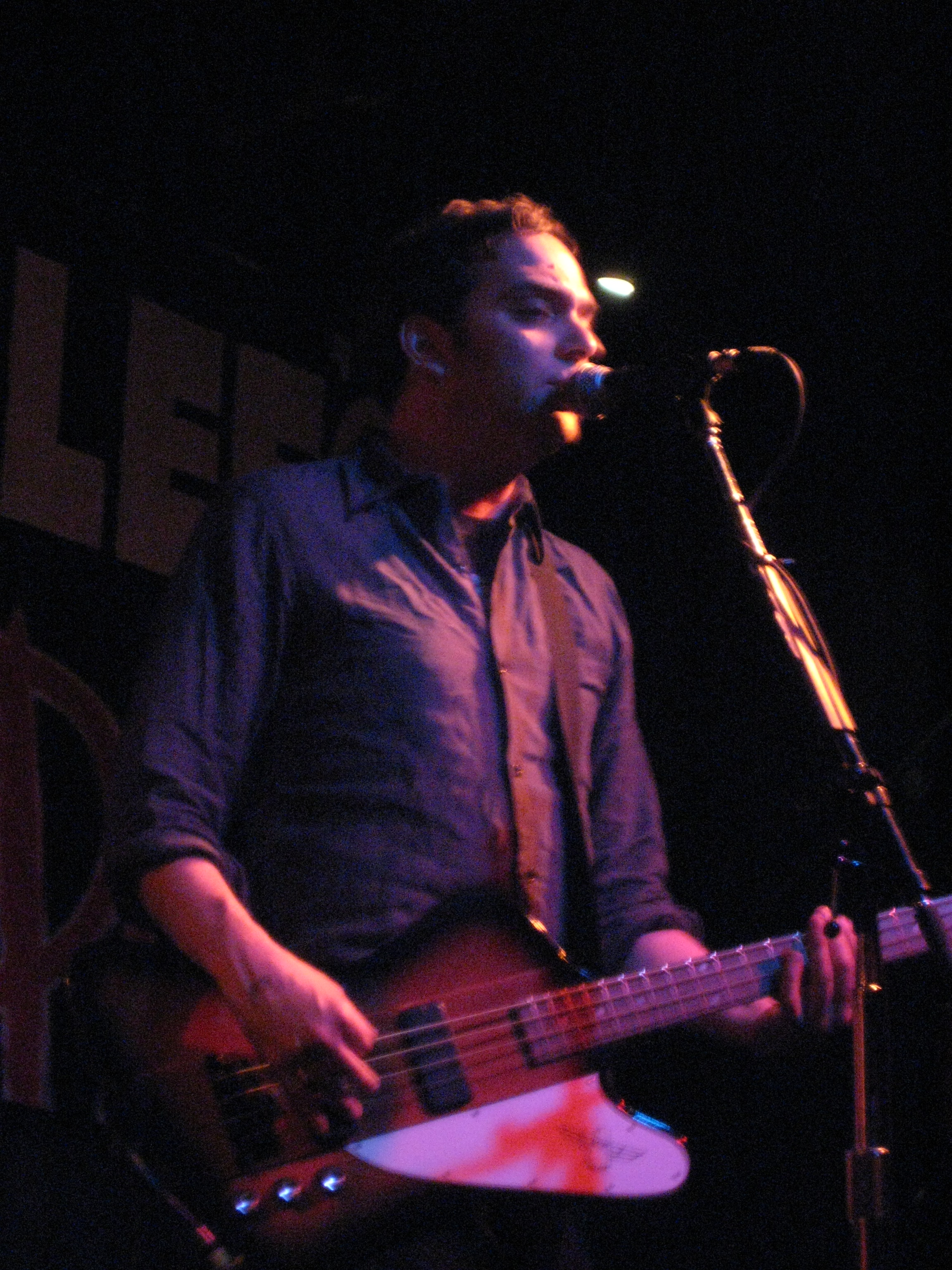
Schlesinger en un concierto con Fountains of Wayne, en Toronto (Canadá) en 2006.

Schlesinger es el autor de "That Thing You Do!", tema principal de la película homónima de 1996 escrita y dirigida por Tom Hanks. En el film la canción es interpretada por la banda ficticia de la década de 1960 The Wonders. Alcanzó el puesto número 41 en el Billboard Hot 100 y fue nominada a un Óscar de la Academia y a un Globo de Oro a la Mejor Canción Original en 1997. También compuso y produjo varias canciones originales incluidas, Way Back into Love para la película Music and Lyrics del año 2007, con los actores Hugh Grant y Drew Barrymore. Esta música también ha sido utilizada en películas como Robots; There's Something About Mary; Me, Myself and Irene; Josie and the Pussycats; Scary Movie; Art School Confidential; Insomnia; entre otras, así como en numerosos programas de televisión.
Schlesinger también escribió canciones con y para otros artistas, incluyendo:
- "Just The Girl" y "I'll Take My Chances" para The Click Five
- "I Guess Its American" para Superdrag (coescrita con John Davis)
- "High School Never Ends" con Bowling for Soup (coescrita con Jaret Reddick)
- "I Am What I Am" para los Jonas Brothers
- "Work To Do" para America
- Ocho canciones para el especial de televisión de Stephen Colbert A Colbert Christmas: The Greatest Gift of All! interpretado por Stephen Colbert, Jon Stewart, Feist, John Legend, Willie Nelson, Elvis Costello y Toby Keith (coescrita con David Javerbaum).

Schlesinger y el productor ejecutivo de The Daily Show, David Javerbaum, coescribieron la canción para la adaptación del musical de teatro de la película de John Waters, Cry-Baby. Cry-Baby debutó en La Jolla Playhouse en La Jolla, California, en noviembre de 2007. El preestreno para Broadway comenzó en el teatro de Marquis el 15 de marzo de 2008. Su debut oficial fue el 24 de abril de 2008.

## Muerte
A fines de marzo de 2020 fue internado en un hospital de Nueva York por COVID-19, enfermedad que le provocó la muerte el 1 de abril de 2020, a los 52 años.

## Premios y distinciones
Premios Óscar
| Año  | Categoría     | Canción            | Película    | Resultado |
| ---- | ------------- | ------------------ | ----------- | --------- |
| 1997 | Mejor canción | That Thing You Do! | The Wonders | Nominado  |

Fountains Of Wayne fue nominado para dos Premio Grammy en 2003. Schlesinger y David Javerbaum fueron nominados en 2008 para el Tony a la mejor banda sonora original por su música para el musical Cry-Baby.